# ラブレター (hàlのアルバム)
『ラブレター』は、1998年3月21日にリリースされたhàlの2枚目のフルアルバム。CDコードはVICL-60185。

## 解説
- hàlのそれまでのアルバムと異なり、本作のレコーディングはすべて日本のみで行われた。ただし、過去のアルバムにも参加していたPelle Henricssonをスウェーデンからエンジニアとして招いている。さらには、ミックス作業はニューヨークで行われた。
- hàl初となる自らの作詞作曲作品を収録している。

## 収録曲
1. ラブレター
  - 作詞・作曲：渡辺慎／編曲：高野勲
2. ひこおきぐも
  - 作詞：hàl／作曲：木戸功／編曲：パレード
3. 天気予報
  - 作詞・作曲：hàl／編曲：大橋伸行
4. ブルーレコード
  - 作詞：hàl／作曲・編曲：大橋伸行
5. まわりみち
  - 作詞・作曲：木戸功／編曲：パレード
6. そら
  - 作詞：hàl／作曲：平見文生／編曲：Two Monks
7. 恋人
  - 作詞：hàl／作曲・編曲：大橋伸行
8. ひとあしおくれの春
  - 作詞・作曲：hàl／編曲：高野勲
9. もう青い鳥は飛ばない (Album Version)
  - 作詞・作曲：丸木戸定男／編曲：高野勲
10. 遠い日の記憶
  - 作詞・作曲：hàl／編曲：大橋伸行
11. 南へ行こうよ
  - 作詞・作曲・編曲：大橋伸行